# Bundesstraße 292
Pour les articles homonymes, voir Route 292.
La Bundesstraße 292 est une Bundesstraße du Land de Bade-Wurtemberg.

## Géographie
La Bundesstraße 292 se trouve dans le nord du pays de Bade et la relie au fossé rhénan avec le Kraichgau, la vallée du Neckar, le Bauland et la Franconie.
Elle commence à Bad Schönborn à la jonction avec la B 3. La L 555 venant de la jonction de Kronau (n°41) de l'A 5 devient la B 292 après l'intersection avec la B 3. Elle passe par Sinsheim, Mosbach, Adelsheim, Osterburken, Ravenstein (connexion avec l'A 81) vers Lauda-Königshofen, où elle se termine dans une jonction avec la B 290.

## Histoire
La route de Mosbach à Rosenberg devient une chaussée entre 1789 et 1797.
Le répertoire des Landstraßen du pays de Bade du 1er juillet 1901 divise la Bundesstraße 292 actuelle en trois sections différentes :
- La Landstraße de Langenbrücken à Aglasterhausen s'appelait badische Staatsstraße Nr. 77.
- La Landstraße d'Aglasterhausen à Auerbach (puis à Wurtzbourg) s'appelait badische Staatsstraße Nr. 4.
- La Landstraße d'Auerbach à Königshofen s'appelait badische Staatsstraße Nr. 5.

La réunion de ces sections devient la Reichsstraße 292 vers 1937.
Dès les années 1970, un contournement est prévu dans le Bauland pour empêcher le trafic de l'arrondissement de Mosbach en direction de l'A 81 de traverser les villes d'Adelsheim et d'Osterburken. Ce sont notamment des goulots d'étranglement, en particulier Adelsheim avec la rue principale étroite de la vieille ville. La route de contournement relie non seulement le quartier Neckar-Odenwald à l'A 81, mais aussi les zones industrielles d'Osterburken et d'Adelsheim. La construction du tunnel d'Eckenberg est retardée d'environ un an jusqu'en mai 2017 pour des raisons financières. Le tunnel d'Osterburken de la ligne de Neckarelz à Osterburken, est parallèle au tunnel d'Eckenberg. Le contournement d'Osterburken est ouvert à la circulation en 2008. Le tronçon Adelsheim Nord - Adelsheim Ouest doit être achevé en 2021. À l'avenir, une Landstraße (transversale) doit être construite en direction de Buchen afin de réduire le trafic de transit à Bofsheim, Zimmern, Seckach et Bödigheim. Une jonction doit être ajoutée à la route de contournement.

## Source
- (de) Cet article est partiellement ou en totalité issu de l’article de Wikipédia en allemand intitulé « Bundesstraße 292 » (voir la liste des auteurs).

1. ↑  (de) « Die Bundes- und Reichsstraßen in Deutschland - Nr. 166 bis 327 » [archive du 18 février 2009], sur home.arcor.de (consulté le 16 juillet 2025)